# Спартак (ТВ серија)
Спартак (енг. и лат. Spartacus) је америчка телевизијска историјска драма аутора Стивена С. Денајт (енг. Steven S. DeKnight). Серија је инспирисана историјском личношћу – Спартаком, трачким гладијатором. Серија је премијерно приказана 22. јануара преко америчког ТВ програма Старз. Гледаоци широм света сложили су се да ова серија има најреалистичније борбе гладијатора. Серија је оцењена као ТВ-МА (значи да програмски садржај није примерен за особе мање од 17 година) због графичког насиља, јаког сексуалног садржаја и псовања.

## Радња

### Спартак: Крв и песак ()
Прича почиње са неименованим трачким учешћем у јединици римског помоћника у кампањи против Гета (дачанског племена који су окупирали регије доње Дунава, данашње Бугарске и Румуније) , под командом легата Клаудија Глабера. У 72. и 71. пре нове ере, римски генерал Маркп Теренције Варо Лукул), проконзул римске покрајне Македоније, кренуо је на Гете, који су били савезници римског непријатеља Митридата VI Понтског. Глабера је убедила његова супруга Илитија да тражи већу славу, одлучује да прекине напад на Гете и директно се супротстави војсци Митридата у Малој Азији. Осећајући се издато, Спартак, води побуну против Глабера и враћа се у своје село које је уништено. Следећег дана Глабер је заробио Спартака и његову жену Суру. Спартак је осуђен на смрт у гладијаторској арени због свог злочина, док је Сура осуђена на ропство. Спартак је испоручен у Капуу у Италији, у центар за обуку гладијатора. Мимо свих очекивања у арени он убија 4 гладијатора који су били ангажовани да га убију и постаје тренутна сензација код публике. Сенатор Албиније уместо смртне казне, Спартакову казну мења казном ропства. Право име Трачана је непознато (Римљани су га прозвали Спартак).
Након завршетка прве сезоне Спартак: Крв и песак, продукција је одложила другу сезону зато што је Ендију Витфилду дијагностикован Не-Хочкинов лимфом ране фазе, па је зато Старз избацио кратку сезону од шест епизода по имену Спартак: Богови арене која показује шта се дешавало пре Спартаковог доласка. Енди Витфилд је 11. септембра преминуо. Старз је за улогу Спартака у другој сезони Спартак: Освета довео новог глумца по имену Лијам Мекинтајер (енг.Liam Mclntyrea). Старз је већ 4. јуна 2012. најавио трећу сезону Спартак: Рат проклетих, која је уједно и последња сезона ове серије.

### Спартак: Богови арене (Gods of the Arena)
Мини серија садржи историју куће Батиатус и града Capua пре доласка Спартакуса. Главна прича се отвара недуго након што је Батиатус (lat.Batiatus) постао ланиста, руководилац робова и гладијатора куће, када преузме лудус његовог оца. Батиатус је имао велике амбиције. Уз њега стоји његова посвећена супруга Лукреција (лат. Lucretia), која је вољна да помогне свом супругу да постигне своје циљеве без обзира на цену. Батиатус ставља сву своју срећу на једног човека , његовог најбољег гладијатора Келта Ганикуса (лат. Gannicus) ,за кога верује да ће га прославити. 

### Спартак: Освета (Vengeance)
Након крвавог бекства из куће Батиатуса, гладијатори почињу да нападају у срце Римске Републике. Клаудије Глабер и његове трупе су послате у Capua да униште Спартакову растућу банду ослобођених робова пре него што направе већу штету.

### Спартак: Рат проклетих (War of the Damned)
Последња сезона Спартакуса емитована је 25. јануарa 2013. а завршила се 12. априлa 2013. године. Ову сезону прати последња борба између Спартакa и Маркуса Лицинуса Красуса (лат.Marcus Licinius Crassus) . Спартак осваја неколико победа против Красусових снага и наставља да фрустрира Римљане. Серија кулминира у директној борби између Спартакуса и Красуса.